# Jedd Wider
Jedd Wider ist ein Produzent von Dokumentarfilmen, der bei der Oscarverleihung 2013 für die Produktion von Kings Point zusammen mit Sari Gilman für den Oscar in der Kategorie Bester Dokumentar-Kurzfilm nominiert war. Er ist zudem Träger eines Emmys für die Produktion von Mea Maxima Culpa – Stille im Haus des Herrn (2012). Wider führt zusammen mit seinem Bruder Todd Wider die Filmproduktionsfirma Wider Film Projects. Neben seiner Tätigkeit als Produzent arbeitete er auch am Drehbuch von The Untyings. 2016 führte er Regie bei den Dokumentarfilmen To the Edge of the Sky und God Knows Where I Am.

## Filmografie (Auswahl)
- 1998: Mixing Nia
- 2006: Beyond Conviction (Dokumentarfilm)
- 2007: What Would Jesus Buy? (Dokumentarfilm)
- 2007: Taxi zur Hölle (Taxi to the Dark Side, Dokumentarfilm)
- 2007: The Untyings (Dokumentarfilm)
- 2007: A Dream in Doubt (Dokumentarfilm)
- 2008: Independent Lens (Fernseh-Dokumentarserie)
- 2008: Kicking It (Dokumentarfilm)
- 2010: Client 9: The Rise and Fall of Eliot Spitzer (Dokumentarfilm)
- 2011: Semper Fi: Always Faithful (Dokumentarfilm)
- 2012: Kings Point (Dokumentar-Kurzfilm)
- 2012: Mea Maxima Culpa – Stille im Haus des Herrn (Mea Maxima Culpa: Silence in the House of God, Dokumentarfilm)
- 2014: Mentor (Dokumentarfilm)